# 与野出入口
与野出入口（よのでいりぐち）は、埼玉県さいたま市中央区円阿弥にある首都高速道路埼玉大宮線の出入口である。美女木JCT方面のみのハーフインターチェンジである。首都高速道路最西端のインターチェンジである。

## 概要
1998年5月18日の埼玉大宮線全通時に終点出入口として開通。新大宮バイパス上に出入口がある。この出入口の直前で埼玉新都心線が分岐した後、直進側がそのまま地上に降りる、いわゆる終点出入口となっている。
下り出口は埼玉県道56号さいたまふじみ野所沢線との「与野大宮大通り」交差点と合流し、これがボトルネックとして昼間は交差点付近の渋滞が本線にかかることがある。2013年に入ってから渋滞末端で追突事故が多発するようになり、死亡事故も発生している。
新大宮上尾道路の延伸により、現在の出入口が本線になることから出入口が外側に移設されることになっている。

## 接続する道路
- 国道17号新大宮バイパス

## 料金所
- レーン数：2
  - ETC専用：1
  - 一般：1

## 周辺
- イオンモール与野
- 与野利便増進施設（首都高サービス運営）
- ドン・キホーテ・ドイト与野本店
- 埼玉県立いずみ高等学校
- 淑徳与野高等学校
- 青葉園
- 北与野駅
- 大宮駅

## 隣
首都高速埼玉大宮線
美女木JCT - (S551)浦和南出入口/TB - 浦和中央出入口（計画中） - (S554)浦和北出入口 - (S555)与野出入口 / 与野JCT